# Тимчасова англо-радянська торговельна угода (1930)
Тимчасова англо-радянська торговельна угода 1930 року (англ. 1930 Temporary Anglo-Soviet Commercial Agreement) — угода, підписана в Лондоні 16 квітня 1930 року з метою сприяння торгівлі між Сполученим Королівством Великої Британії та Ірландії з одного боку і Російською Соціалістичною Федеративною Радянською Республікою з другого. Його підписали міністр закордонних справ Великої Британії Артур Гендерсон і радянський повноважний представник у Великій Британії Григорій Сокольников.

## Радянський експорт пшениці і Голодомор
1928 року з показником у 190 млн бушелів Сполучене Королівство Великої Британії та Ірландії було найбільшим світовим імпортером пшениці, 50 відсотків якої надходило з Канади та Австралії. У 1931 році, напередодні Голодомору, Велика Британія стала головним покупцем пшениці російського та українського походження, себто головним постачальником пшениці до Сполученого Королівства 1931 року став Радянський Союз. Цей імпорт, що ще в 1929 році дорівнював нулю, у перші три місяці 1931 року зріс до понад 5 млн бушелів.
Після підписання Оттавських угод із домініонами Співдружності влітку 1932 року Великобританія зобов'язалася відмовитися від англо-радянської торговельної угоди 1930 року. Це рішення, яке зумовив насамперед тиск канадського лобі торгівців пшениці та деревини, було оприлюднено 17 жовтня 1932 року.